# Charlotte Köhler Prijs voor beeldende kunst
De Charlotte Köhler Prijs voor beeldende kunst  is een aanmoedigingsprijs, uitgereikt door het Cultuurfonds aan beginnend beeldend kunstenaars om zich verder te ontwikkelen. 
Het prijzengeld komt uit de nalatenschap van actrice Charlotte Köhler.

## Geschiedenis
Van 1988 tot en met 2004 werd de prijs toegekend als aanmoediging voor jonge Nederlandse beeldend kunstenaars, theatervormgevers en architecten. Per jaar waren er (maximaal) vijf winnaars. De prijs bestond uit een bedrag van 10.000 gulden (later 5000 euro) die de kunstenaar naar eigen goeddunken kon besteden. 
Met ingang van 2005 werd de opzet van de prijs gewijzigd. Het aantal winnaars werd teruggebracht naar drie kunstenaars per jaar. Het prijzengeld werd verhoogd van 5000 tot 20.000 euro. Nog steeds was 5000 euro vrij besteden. De overige 15.000 euro moest worden besteed aan een 'activiteit die de persoonlijke ontwikkeling van de winnaar ten goede komt'. Met ingang van 2004 werd de prijs in de even jaren bestemd voor de beeldende kunst, inclusief architectuur en grafisch ontwerp, in de oneven jaren theater.
Vanaf 2013 zijn elk jaar twee prijzen uitgereikt, telkens aan een beeldend kunstenaar en een maker actief in de podiumkunsten.

## Winnaars (beeldende kunst)
- 2023 - Kevin Osepa[3]
- 2022 - Salim Bayri[3]
- 2021 - Puck Verkade[4]
- 2020 - Sharelly Emanuelson[5]
- 2019 - Robert Glas[6]
- 2018 - Sander Breure  en Witte van Hulzen
- 2017 - Hedwig Houben
- 2016 - Jonas Staal[7]
- 2015 - Jan Hoek
- 2014 - Anouk Kruithof
- 2013 - David Jablonowski
- 2012 - Guido van der Werve en Daan Roosegaarde (architectuur) en Shift Architecture Urbanism (architectuur)
- 2011 - prijzen uitgereikt aan 3 makers in de podiumkunst
- 2010 - Navid Nuur, Florian Idenburg en Christien Meindertsma
- 2009 - prijzen uitgereikt aan 3 makers in de podiumkunst
- 2008 - Pablo Pijnappel
- 2007 - prijzen uitgereikt aan 3 makers in de podiumkunst
- 2006 - Melvin Moti
- 2005 - prijzen uitgereikt aan 3 makers in de podiumkunst
- 2004 - Marc Bijl, Nathalie Bruys[8]
- 2003 - Juul Hondius, Jop van Bennekom en Gijs Müller
- 2002 - Folkert de Jong en Saskia Olde Wolbers en L.A. Raeven
- 2001 - Pascale Gatzen en Germaine Kruip en Michael Tedja
- 2000 - Joost Conijn en Jeroen de Rijke en Willem de Rooij
- 1999 - Carla Klein en Hellen van Meene en Wouter van Riessen
- 1998  - Gillion Grantsaan en Juul Kraijer en Ronald Ophuis
- 1997 - Merijn Bolink en Yael Davids en Robert Zandvliet
- 1996 - Erszébet Baerveldt en Job Koelewijn en Barbara Visser
- 1994 - Tom Claassen en Klaar van der Lippe en Koen Vermeule en Ben Zegers
- 1993 - Maurice Joosten
- 1992 - Sonja Oudendijk en Q.S. Serafijn
- 1991 - Edwin Janssen en Elly Strik
- 1990 - Ab van Hanegem en Joep van Lieshout en Berend Strik
- 1989 - Guido Geelen en Marc Mulders en Lidwien van de Ven
- 1988 - Frank Mandersloot en Roy Villevoye en Mirjam de Zeeuw